# Фуггер, Якоб (епископ Констанца)

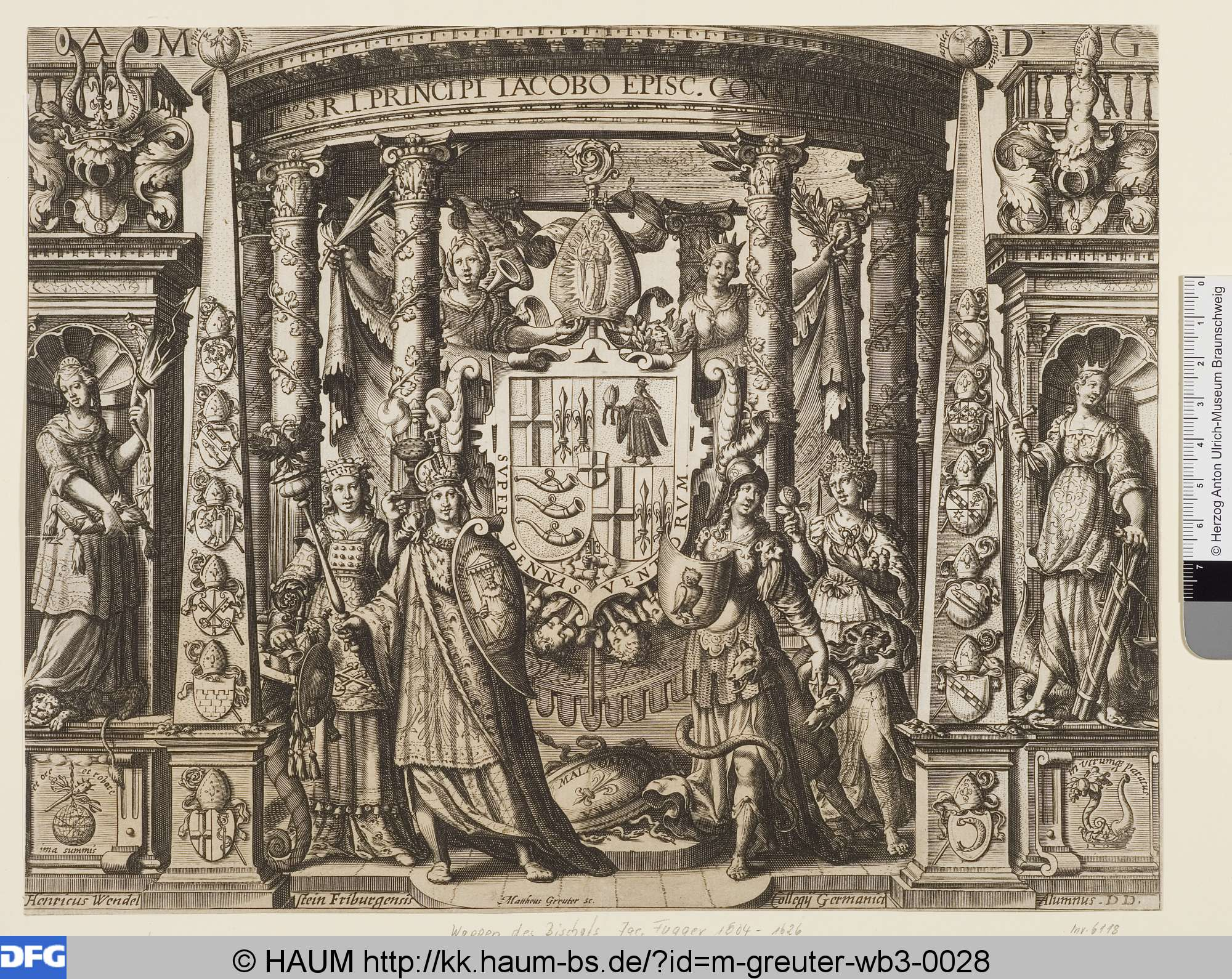
Герб Фуггера работы гравёра

Якоб Фуггер (нем. Jakob Fugger; 18 октября 1567, Мерсбург, Констанцское епископство — 14 января 1626, Мерсбург, Констанцское епископство, иногда Иоганн Якоб Фуггер) — епископ Констанца, занимавший кафедру в период с 1604 по 1626 годы. В то же самое время — аббат Райхенау и Энингена.

## Биография
Якоб Фуггер, происходивший из известного рода Фуггеров, родился 18 октября 1567 года в семье Иоганна Фуггера и Елизаветы Нотхафт в Мерсбурге. ; внук Антона Фуггера.
Обучавшийся в католических университетах Диллингена и Ингольштадта, он был с 1587 года каноником при кафедральном соборе Констанца, и с 1592 года — каноником в Регенсбурге.
Уже в 1599/1600 году, после смерти Андреаса Австрийского Якоб Фуггер выполнял обязанности администратора констанцского епископства, и в 1604 году был избран предстоятелем епархии, вероятно, в надежде благодаря его семейным связям поправить финансовое положение княжества-епископства, с XIII века обременённого значительными долгами.
Важной темой его правления стало восстановление и укрепление католического вероучения на территории епархии, посредством особой поддержки деятельности орденов иезуитов и капуцинов. Кроме того, Якобу Фуггеру удалось в специальном соглашении разрешить давно назревшие противоречия с швейцарскими кантонами и утвердить права епископских комиссаров в северной Швейцарии. В 1613 году по его инициативе был заключён и конкордат с санкт-галленским аббатством, дополненный в 1624 году, который юридически разграничил права епископа и аббата, с эпохи раннего Средневековья бывшие объектом постоянных дискуссий; это соглашение позволило монастырю сформировать свою собственную независимую курию.
Кафедральному собору в Констанце Якоб Фуггер пожертвовал массивный серебряный алтарь, сохранившийся до наших дней, а в аббатстве Райхенау при нём было возведено новое здание конвента.
Якоб Фуггер скончался 14 января 1626 году в Мерсбурге (по другим данным — в Констанце) и был похоронен в капуцинской церкви в Констанце.